# Calidris
Calidris is een geslacht van vogels uit de familie strandlopers en snippen (Scolopacidae). Het geslacht telt 24 soorten.

## Soorten
De volgende soorten zijn bij het geslacht ingedeeld:
- Calidris acuminata  – Siberische strandloper
- Calidris alba  – Drieteenstrandloper
- Calidris alpina  – Bonte strandloper
- Calidris bairdii  – Bairds strandloper
- Calidris canutus  – Kanoet
- Calidris falcinellus  – Breedbekstrandloper
- Calidris ferruginea  – Krombekstrandloper
- Calidris fuscicollis  – Bonapartes strandloper
- Calidris himantopus  – Steltstrandloper
- Calidris maritima  – Paarse strandloper
- Calidris mauri  – Alaskastrandloper
- Calidris melanotos  – Gestreepte strandloper
- Calidris minuta  – Kleine strandloper
- Calidris minutilla  – Kleinste strandloper
- Calidris ptilocnemis  – Beringstrandloper
- Calidris pugnax  – Kemphaan
- Calidris pusilla  – Grijze strandloper
- Calidris pygmaea  – Lepelbekstrandloper
- Calidris ruficollis  – Roodkeelstrandloper
- Calidris subminuta  – Taigastrandloper
- Calidris subruficollis  – Blonde ruiter
- Calidris temminckii  – Temmincks strandloper
- Calidris tenuirostris  – Grote kanoet
- Calidris virgata  – Brandingloper